# Victoria Line
|  | Urban head station in tunnel |

|  | Urban tunnel stop on track |

|  | Urban tunnel stop on track |

|  | Urban tunnel stop on track |

|  | Urban tunnel stop on track |

|  | Urban tunnel stop on track |

|  | Urban tunnel station on track |

|  | Unused urban tunnel straight track |

|  | Urban tunnel station on track |

|  | Urban tunnel stop on track |

|  | Urban tunnel stop on track |

|  | Urban tunnel stop on track |

|  | Urban tunnel station on track |

|  | Urban tunnel stop on track |

|  | Urban tunnel stop on track |

|  | Urban tunnel stop on track |

|  | Urban end station in tunnel |

|  | Urban head station in tunnel |

|  | Urban tunnel stop on track |

|  | Urban tunnel stop on track |

|  | Urban tunnel stop on track |

|  | Urban tunnel stop on track |

|  | Urban tunnel stop on track |

|  | Urban tunnel station on track |

|  | Unused urban tunnel straight track |

|  | Urban tunnel station on track |

|  | Urban tunnel stop on track |

|  | Urban tunnel stop on track |

|  | Urban tunnel stop on track |

|  | Urban tunnel station on track |

|  | Urban tunnel stop on track |

|  | Urban tunnel stop on track |

|  | Urban tunnel stop on track |

|  | Urban end station in tunnel |

Victoria Line (engelska: the Victoria line, 'Victoria-linjen') är en tunnelbanelinje på Londons tunnelbana som går i nord-sydlig riktning genom staden.
På tunnelbanekartan har linjen färgen ljusblå. Linjen går nästan uteslutande under jord och trafikerar bland annat tre av Londons stora järnvägscentraler King's Cross station och St Pancras Station på station King's Cross St. Pancras samt Victoria station.
Linjen har förlängts och byggts ut i omgångar och är idag Londons tunnelbanelinje med störst trängsel i rusningstrafiken. Orsaken är att linjen helt enligt planerna skulle skära nästan diagonalt genom London och på så sätt blev den en viktig länk med många stationer för byte till andra linjer.
Stationerna i sig har en unik design där till exempel Blackhorse Road pryds av dekorationer i kakel som föreställer en stiliserad "svart häst". Utanför stationen på fasaden sitter en betydligt större svart prydnadshäst. Finsbury Park har två korslagda pistoler då det enligt legenden ska ha förekommit dueller där långt bak i tiden. Seven Sisters har sju stiliserade "träd". Alla övriga stationer ned till Brixton har motsvarande motiv på perrongväggarna under jord.

## Turtäthet
Under rusningstrafik går det ett tåg varannan minut. Under normal trafik går alla tåg mellan Brixton och Seven Sisters, tre av fem tåg fortsätter till Walthamstow Central. 

## Vagnpark
Tågen som trafikerade linjen var från början ytterst moderna och manövrerades med automatkörning (ATO) från dag ett med Metro Cammell 1967 Stock-tåg. ATO innebär att tågen körs automatiskt mellan stationerna och att föraren endast övervakar tågets rörelser. Denne kan då nödstoppa tåget om något skulle gå fel. Victoria Line (som först var tänkt att kallas "Viking Line"), var först i världen med detta banbrytande system på allvar. Dock hade ATO testats på andra linjer och på korta avsnitt. Under 2010-2011 ersattes de gamla tågen med nya som också körs automatiskt på samma premisser som de gamla tågen. 

## Stationer
| Stationer                | Öppnad            | Anslutande linjer |
| ------------------------ | ----------------- | --- |
| Walthamstow Cental       | 1 september 1968  | London Overground Buss: 97, 357                                                                                              |
| Blackhorse Road          | 1 september 1968  | London Overground Buss 158, 230                                                                                              |
| Tottenham Hale           | 1 september 1968  | Buss 123, 192, 230,N41, N73                                                                                                  |
| Seven Sisters            | 1 september 1968  | London Overground Buss: 259, 279, N279                                                                                       |
| Finsbury Park            | 1 september 1968  | Piccadilly Line Buss 4, 29, 153, 253, 254, 259, N29, N253, N279                                                              |
| Highbury & Islington     | 1 september 1968  | London Overground Buss 43, 263, 271, 393, N41                                                                                |
| King's Cross St. Pancras | 1 december 1968   | Circle Line Hammersmith & City Line Metropolitan Line Northern Line Piccadilly Line Buss 17, 63, 91, 259, 390, 476, N63, N91 |
| Euston                   | 1 december 1968   | London Overground Northern Line Buss: 18, 30, 73, 205, 390, N73, N275                                                        |
| Warren Street            | 1 december 1968   | Northern Line Buss: 24, 29, 73, 134, 390, N5, N20, N29, N73, N253, N279                                                      |
| Oxford Circus            | 7 mars 1969       | Bakerloo Line Central Line Buss: 22, 94, 139, 159, N15, N18, N22, N109, N113, N136                                           |
| Green Park               | 7 mars 1969       | Jubilee Line District Line Buss: 6, 9, 14, 19 ,22, 38, N9, N19, N22, N38, N97                                                |
| Victoria                 | 7 mars 1969       | Circle Line District Line Buss: 24, 93                                                                                       |
| Pimlico                  | 14 september 1972 | Buss: 360, C10 |
| Vauxhall                 | 23 juli 1971      | 36, 185, 436, N136 |
| Stockwell                | 23 juli 1971      | Northern Line Buss: 155, 345, N155                                                                                           |
| Brixton                  | 23 juli 1971      | Buss: 45, 59, 118, 133, 159, 250, 333, N109, N133, N250                                                                      |

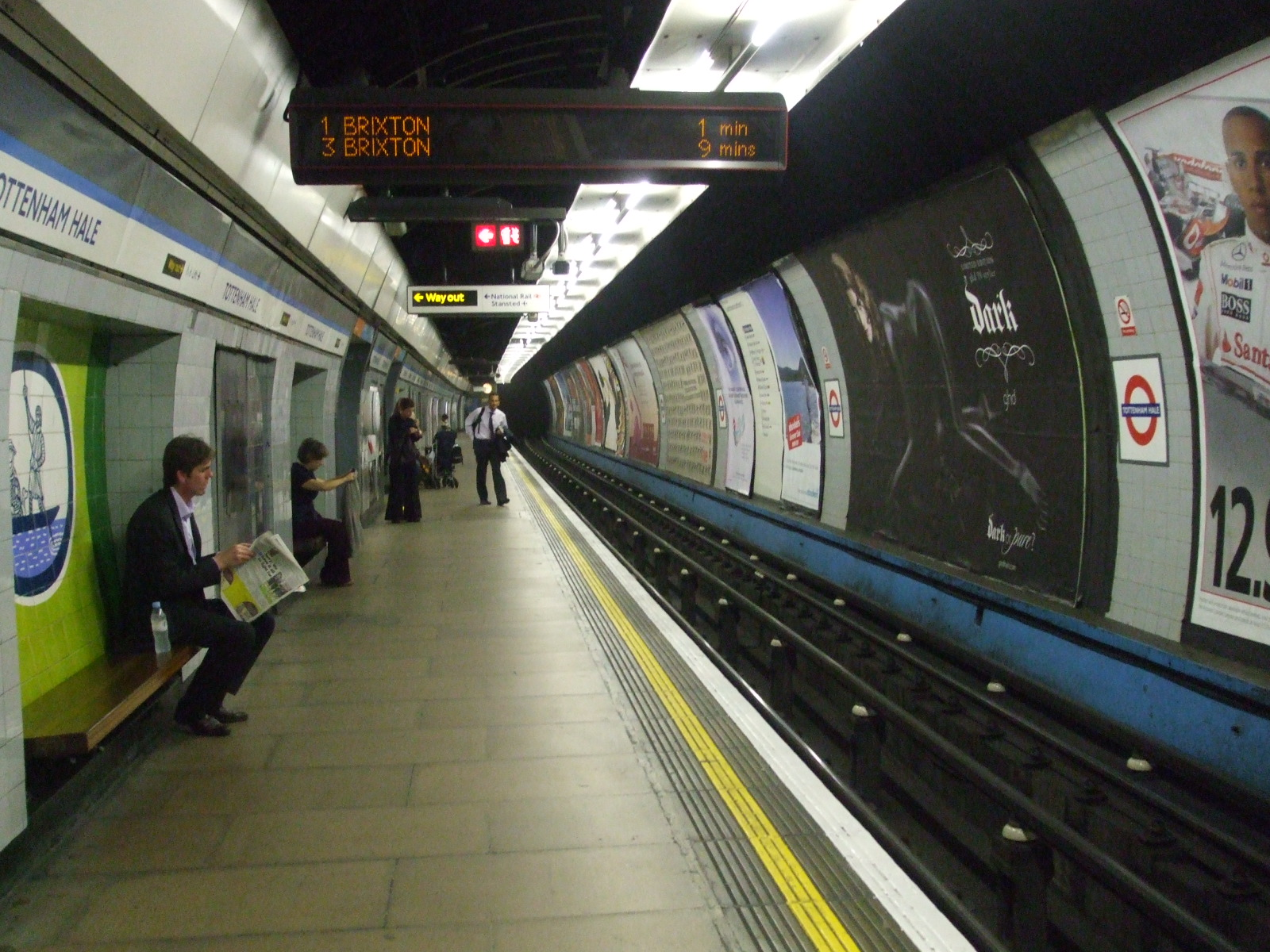
Tottenham Hale
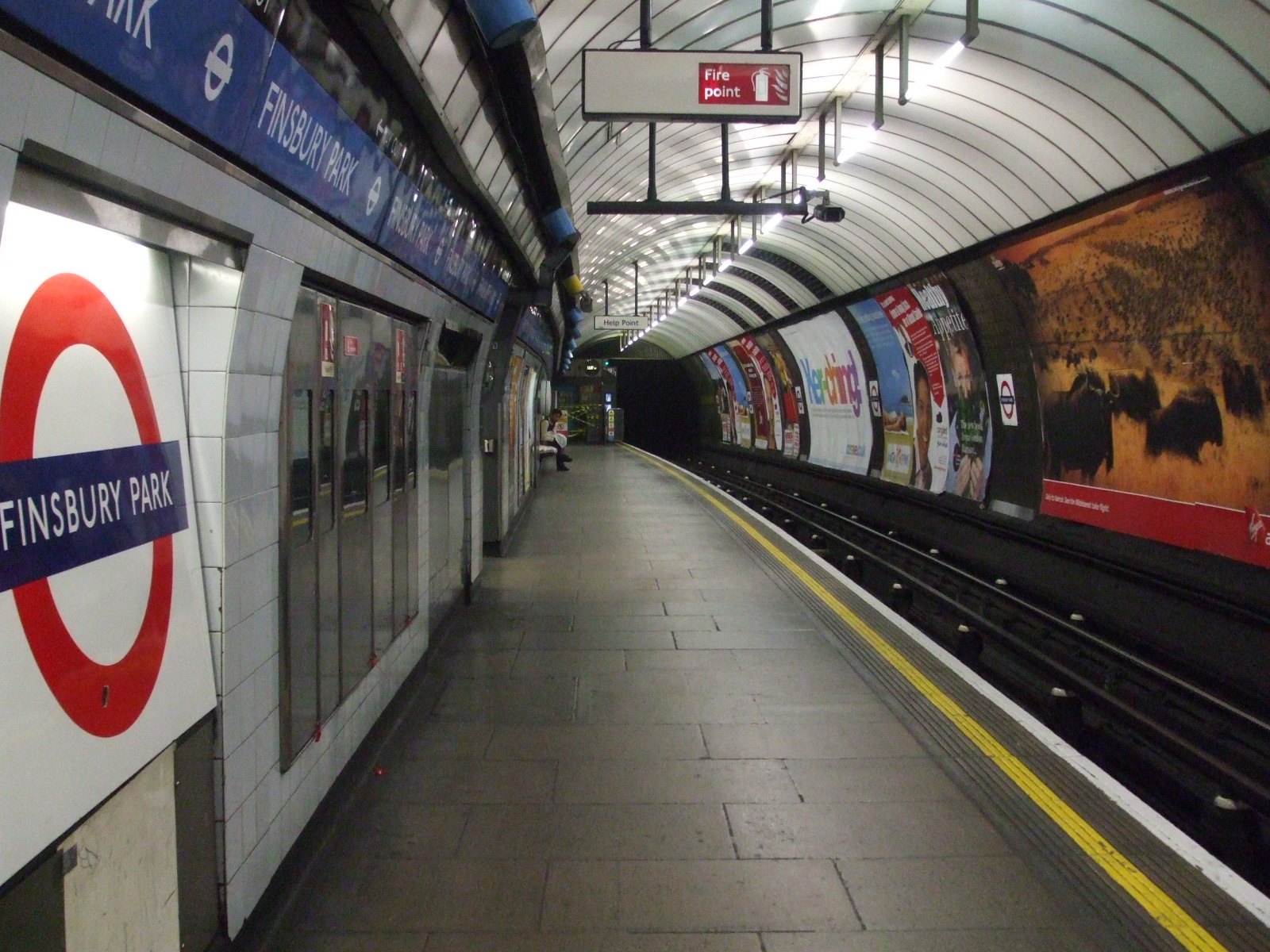
Finsbury Park
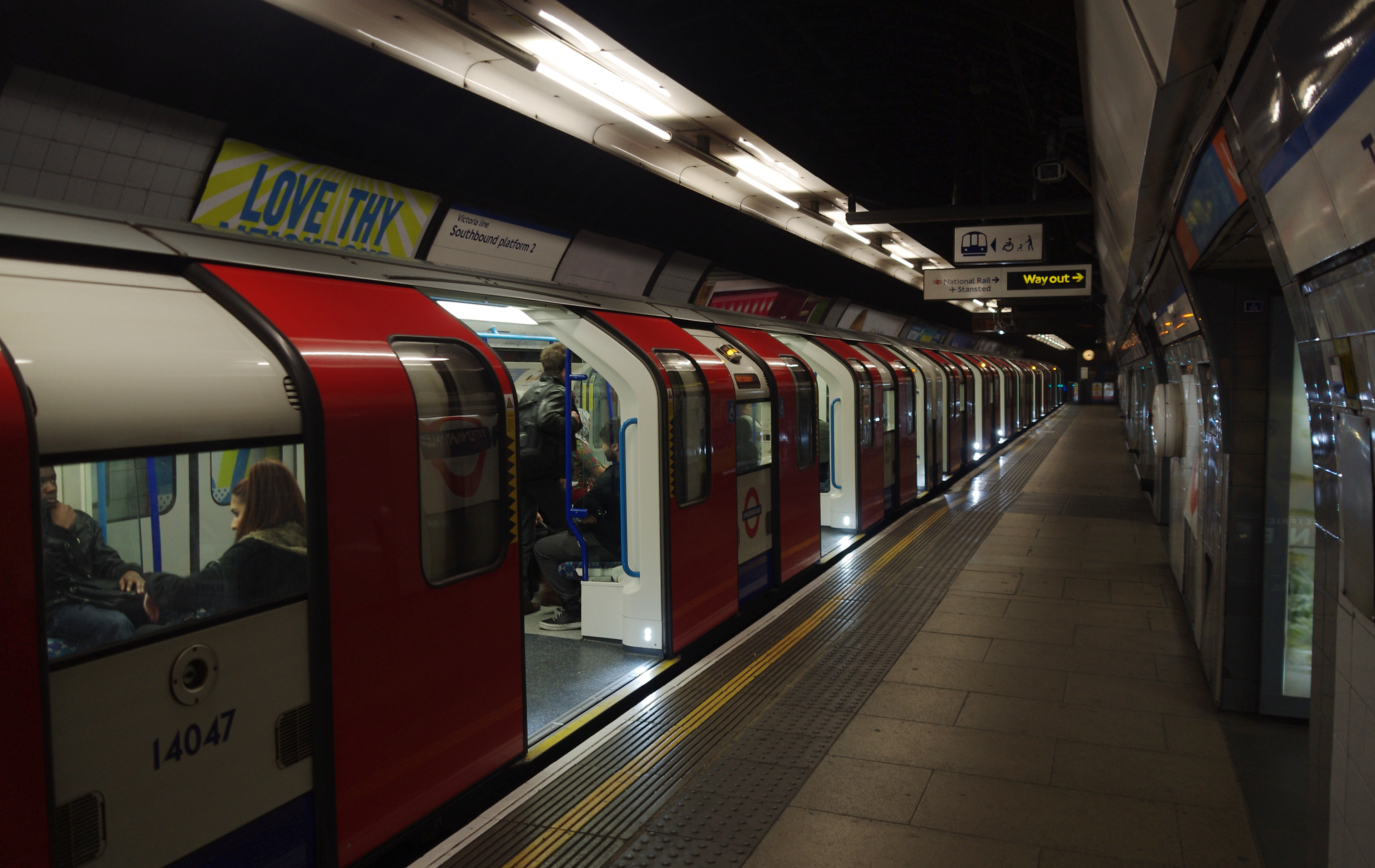
Blackhorse Road
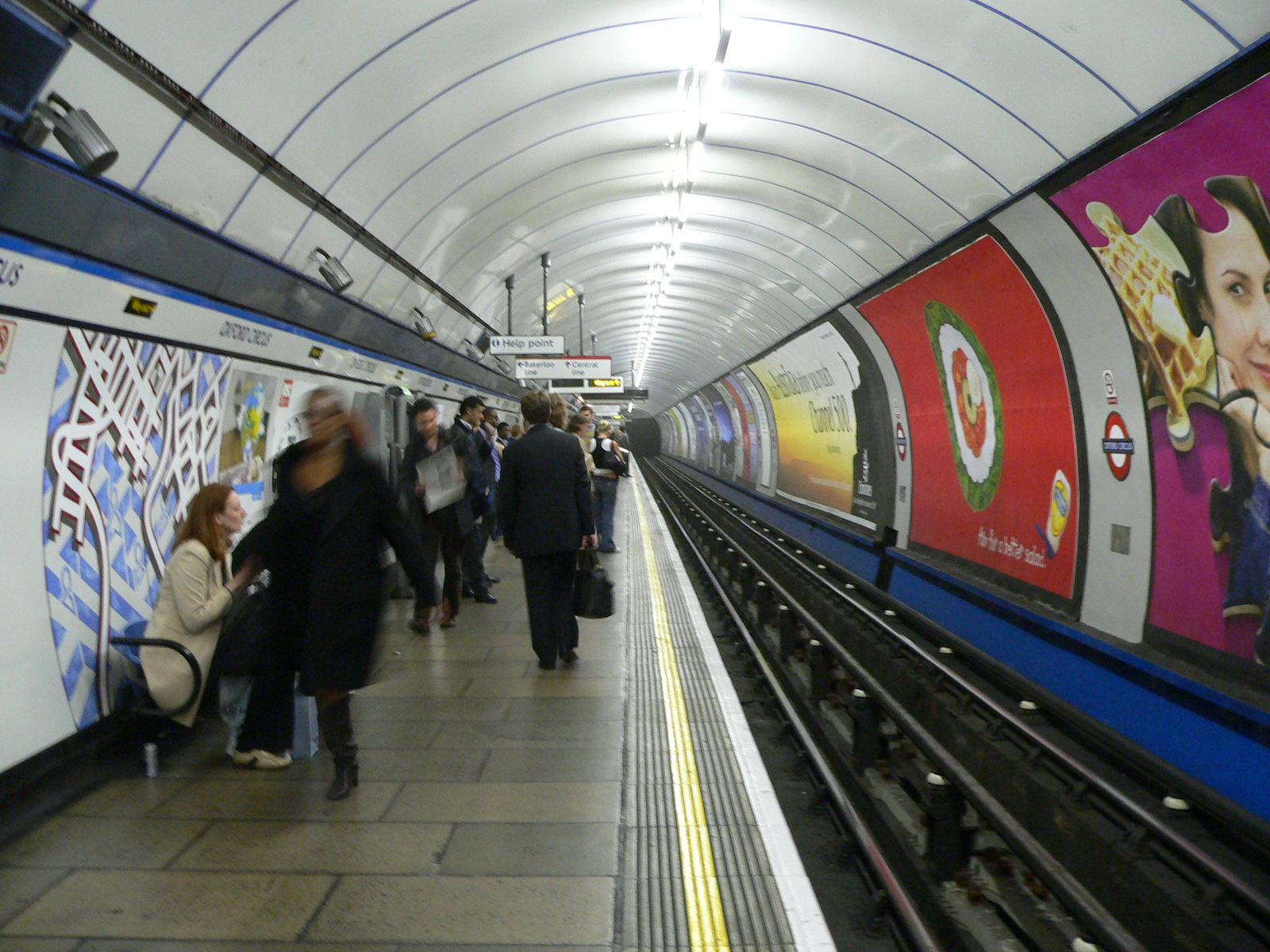
Oxford Circus
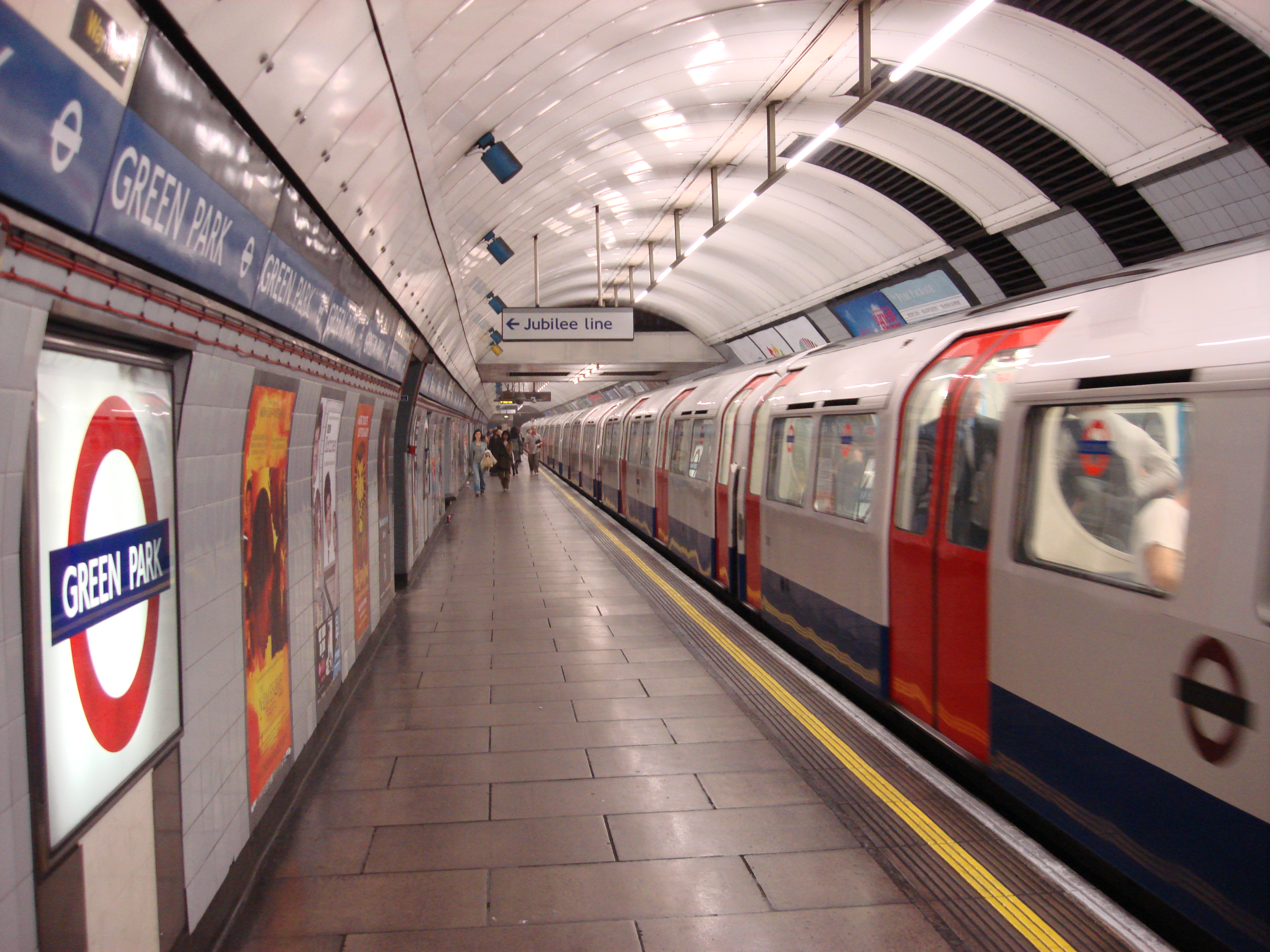
1967-tåg vid Green Park
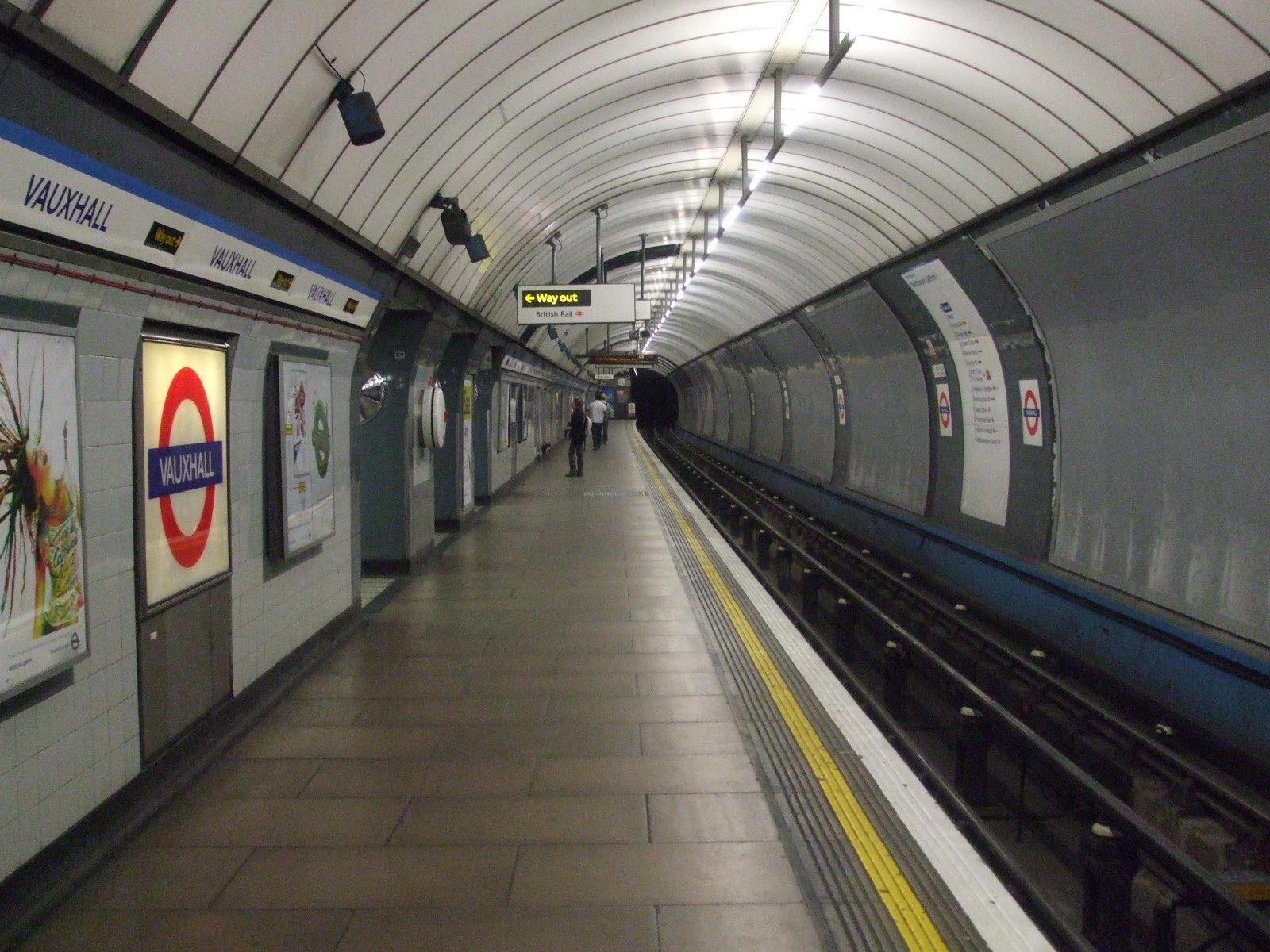
Vauxhall
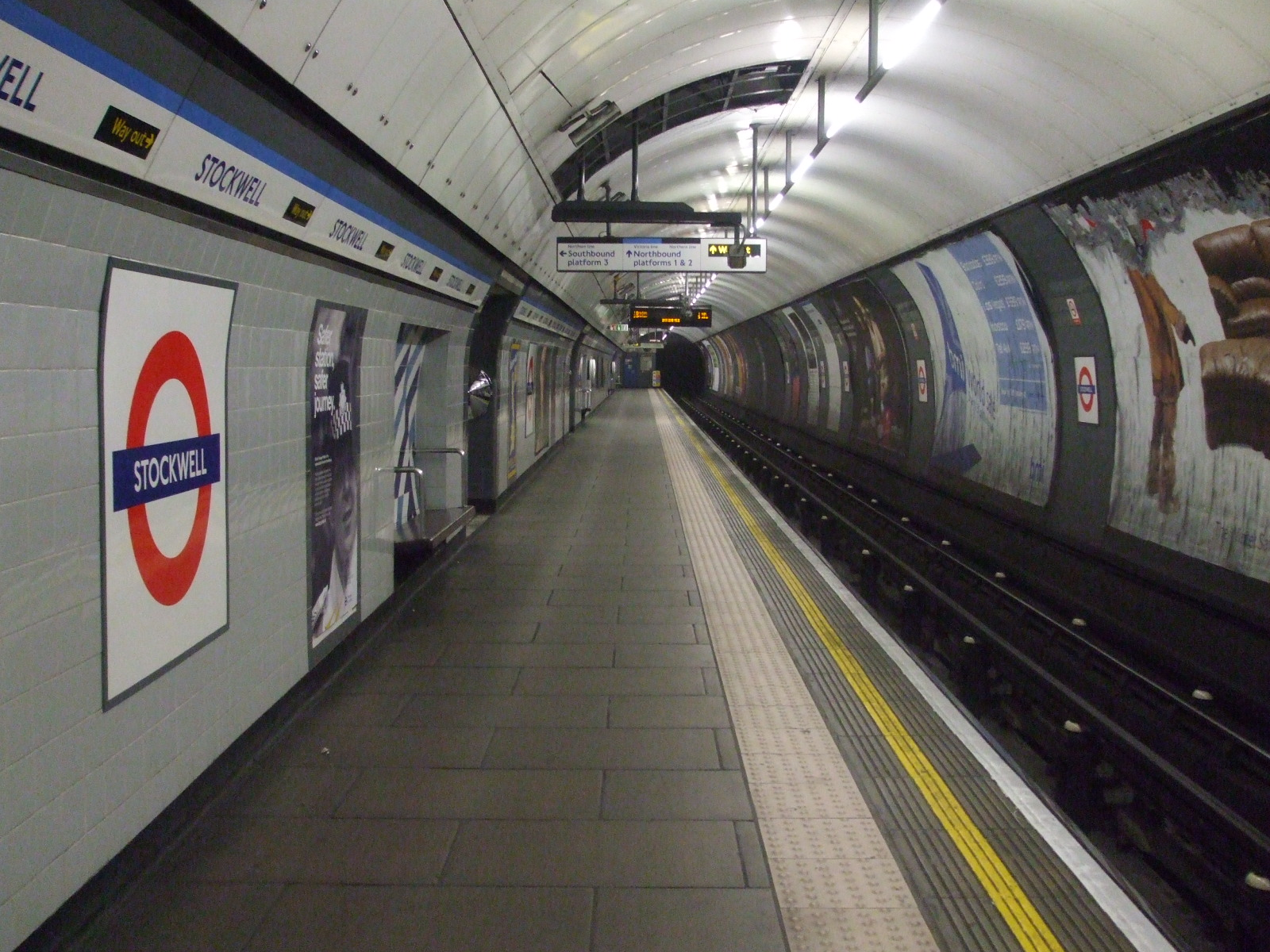
Stockwell
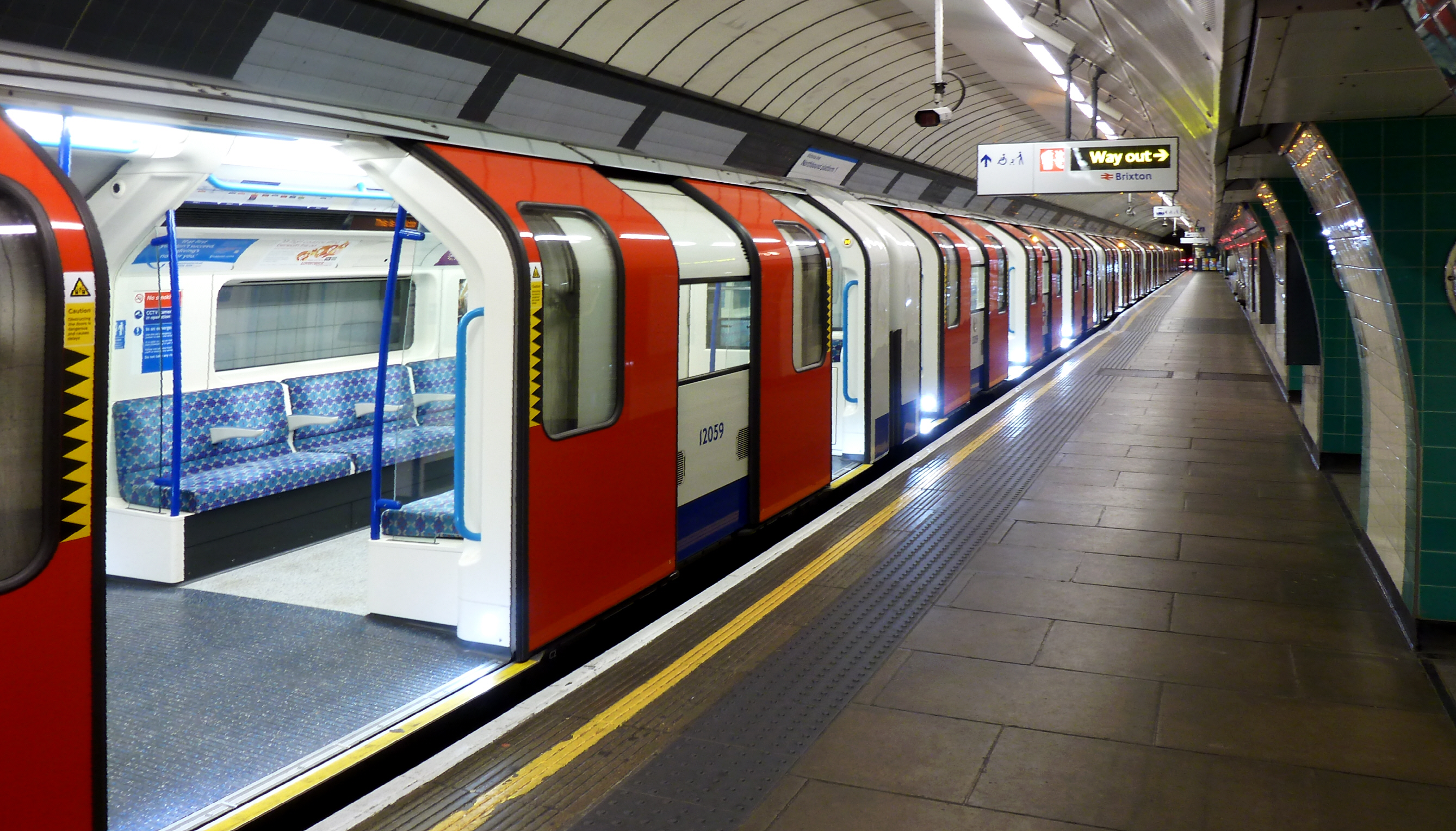
2009-tåg i Brixton